# Praštevilo
Práštevílo je naravno število n > 1, ki ima točno dva pozitivna delitelja (faktorja), število 1 in samega sebe kot edini prafaktor. Pri tem je 1 edini pravi delitelj tega števila. Po definiciji število 1 ne more biti praštevilo, saj sta tukaj oba 'njegova' pozitivna delitelja v bistvu enaka (faktor in prafaktor) in celo enaka številu samemu. Zato praštevilo tudi nima faktorjev. Število 2 je po definiciji edino praštevilo, ki je tudi zelo sestavljeno število in hkrati edino sodo praštevilo.
Množica prvih 25 pozitivnih praštevil je (OEIS A000040):
P25 = { 2, 3, 5, 7, 11, 13, 17, 19, 23, 29, 31, 37, 41, 43, 47, 53, 59, 61, 67, 71, 73, 79, 83, 89, 97 }.
To je ena od definicij.
Celo število večje od 1, ki ni praštevilo, je sestavljeno število. Število 1 tudi ni sestavljeno število.

## Predstavitev naravnih števil
Pomemben rezultat je osnovni izrek aritmetike, po katerem lahko vsako naravno število zapišemo kot produkt praštevil na točno en način. S tem so praštevila »osnovni gradniki« naravnih števil. Lahko, na primer zapišemo:
23244 = 22 · 3 · 13 · 149.

## Množica praštevil
Obstaja neskončno mnogo praštevil. Najstarejši dokaz za to je podal grški matematik Evklid:
Privzemimo, da obstaja samo končno mnogo praštevil. Če zmnožimo vsa praštevila med seboj in prištejemo 1, bo imelo dobljeno število, pri deljenju s poljubnih praštevilom ostanek 1. Zatorej, ga ne moremo deliti s poljubnim praštevilom. To je protislovje, in tako mora biti zgornji privzetek, da obstaja samo končno mnogo praštevil, napačen.
Veliko matematikov je podalo svoje dokaze o številu praštevil, na primer Kummer, verjetno najbolj elegantnega, in Furstenberg s topološkimi prijemi.
Čeprav je skupno število praštevil neskončno, je še vedno veliko zanimivih vprašanj v zvezi z njimi. Na takšna in podobna vprašanja odgovarja praštevilski izrek.
Največje znano praštevilo (GIMPS, Missouri, september 2015) je Mersennovo število:
{\displaystyle p=2^{47,207,281}-1\!\,.}

## Struktura praštevil
Znane in opredeljene so vsaj tri strukture v porazdelitvi praštevil:
- lokalna (vključuje razrede ostankov in aritmetična zaporedja). Eratostenovo sito je na primer po Tau enakovredno »eliminiranju lokalne informacije na drugem mestu.«
- asimptotična (posledica praštevilskega izreka)
- statistična (sploh v povezavi z rekurzivno definiranimi praštevili (superpraštevili))

Tao je leta 2006 uvedel domnevno četrto strukturo, imenovano eksotična, po kateri naj bi za praštevila veljala kakšna eksotična struktura, ki je ne predvideva Cramérjev naključni model, in bi lahko bila nepričakovano gosta na kakšni strukturirani množici. Ker se ne ve ali imajo praštevila kakšno dodatno eksotično strukturo, ni bilo moč rešiti mnogo problemov o praštevilih. V Cramérjevem modelu je verjetnost {\displaystyle P\,}, da je v intervalu {\displaystyle [n+n\log n]\,} k praštevil, enaka:
{\displaystyle P={\frac {\lambda ^{k}}{e^{\lambda }k!}}\!\,,}
kar je Poissonova verjetnostna porazdelitev.

## Neskončni verižni ulomek
Konstanta neskončnega verižnega ulomka za praštevila je:
{\displaystyle u=[0;2,3,5,7,11,13,17,19,23,29,31,37,\ldots ]=0,432332087185\ldots \!\,,} (OEIS A084255).